# فاليا لوبولي
فاليا لوبولي وتعني (وادي الذئب) هي قرية تقع في إقليم ياش في رومانيا.